# Velîki Kaletînți, Bilohirea
Velîki Kaletînți (în ucraineană Великі Калетинці) este un sat în comuna Iurivka din raionul Bilohirea, regiunea Hmelnîțkîi, Ucraina.

## Demografie
Componența lingvistică a localității Velîki Kaletînți
     Ucraineană (97,99%)
     Rusă (1,72%)
Conform recensământului din 2001, majoritatea populației localității Velîki Kaletînți era vorbitoare de ucraineană (97,99%), existând în minoritate și vorbitori de rusă (1,72%).